# معهد باريس للموسيقى
معهد باريس للموسيقى أو كونسيرفتوار باريس (بالفرنسية: Conservatoire national supérieur de musique et de danse de Paris، أي: معهد باريس الوطني للموسيقى والرقص، واختصارًا: Conservatoire de Paris) وهي كليةٌ للموسيقى والرقص أُسست في العام 1795، تقع اليوم في جادة جان جوريس (بالفرنسية: avenue Jean Jaurès) في الدائرة التاسعة عشرة من العاصمة الفرنسية باريس. يقوم المعهد بتوفير التعليم في فنون: الموسيقى، والرقص، والدراما وذلك وفقاً لتقاليد المدرسة الفرنسية.

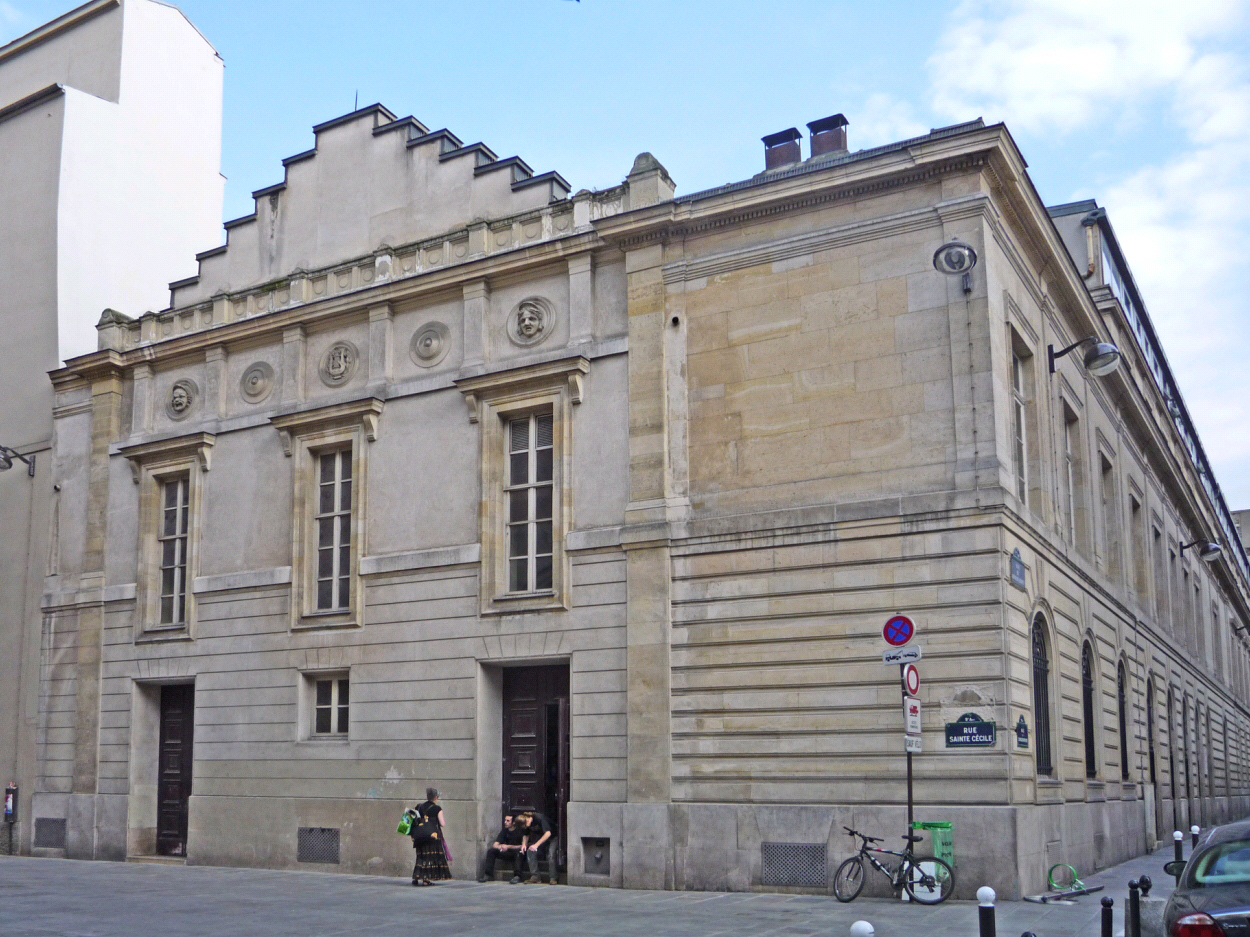
مبنى الكونسرفتوار السابق (حتى عام 1911) في الدائرة التاسعة من باريس. الموقع: 48° 52′ 22.58″ N, 2° 20′ 49.38″ E

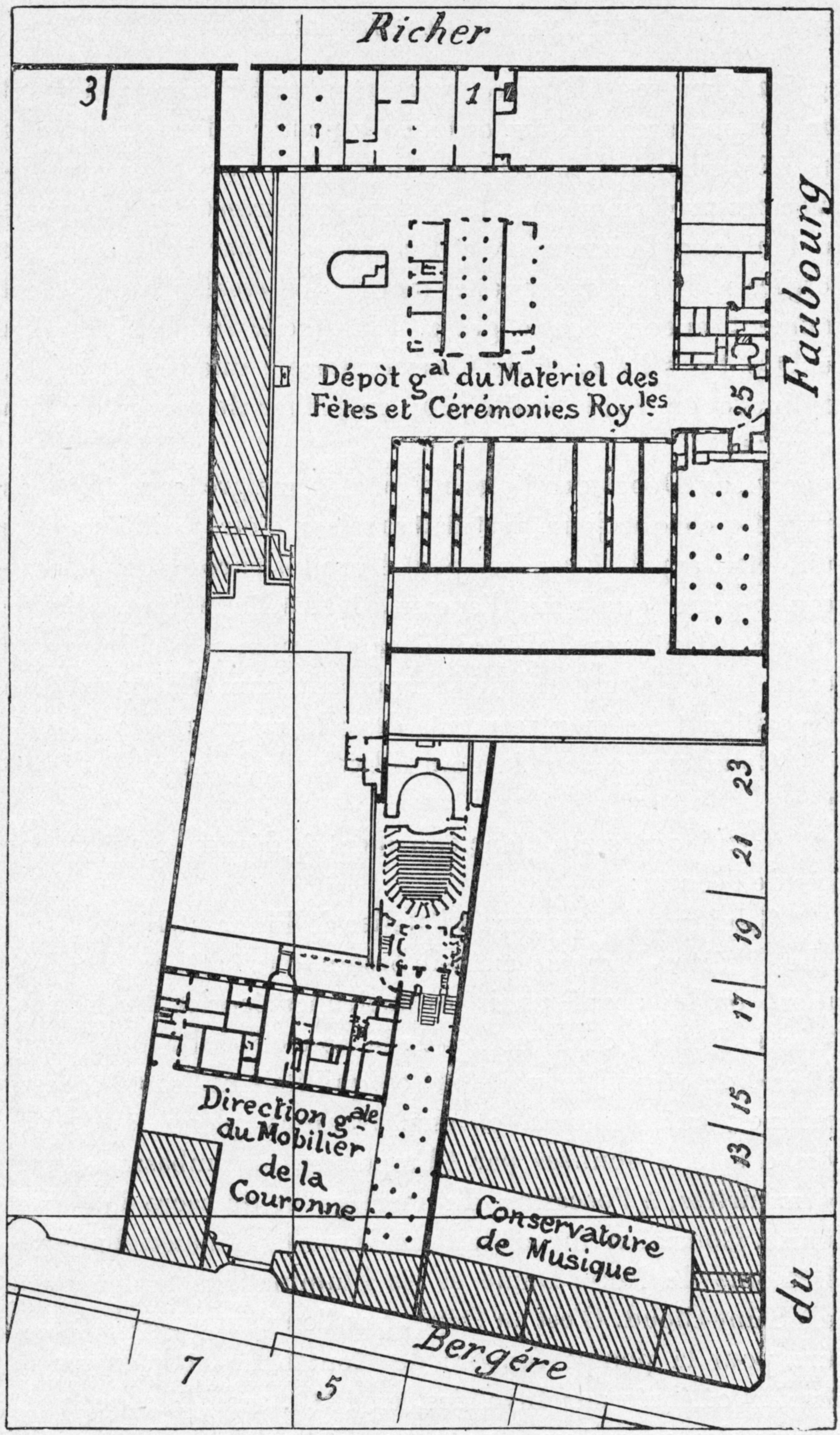
مخطط موقع معهد باريس للموسيقى في عام 1836

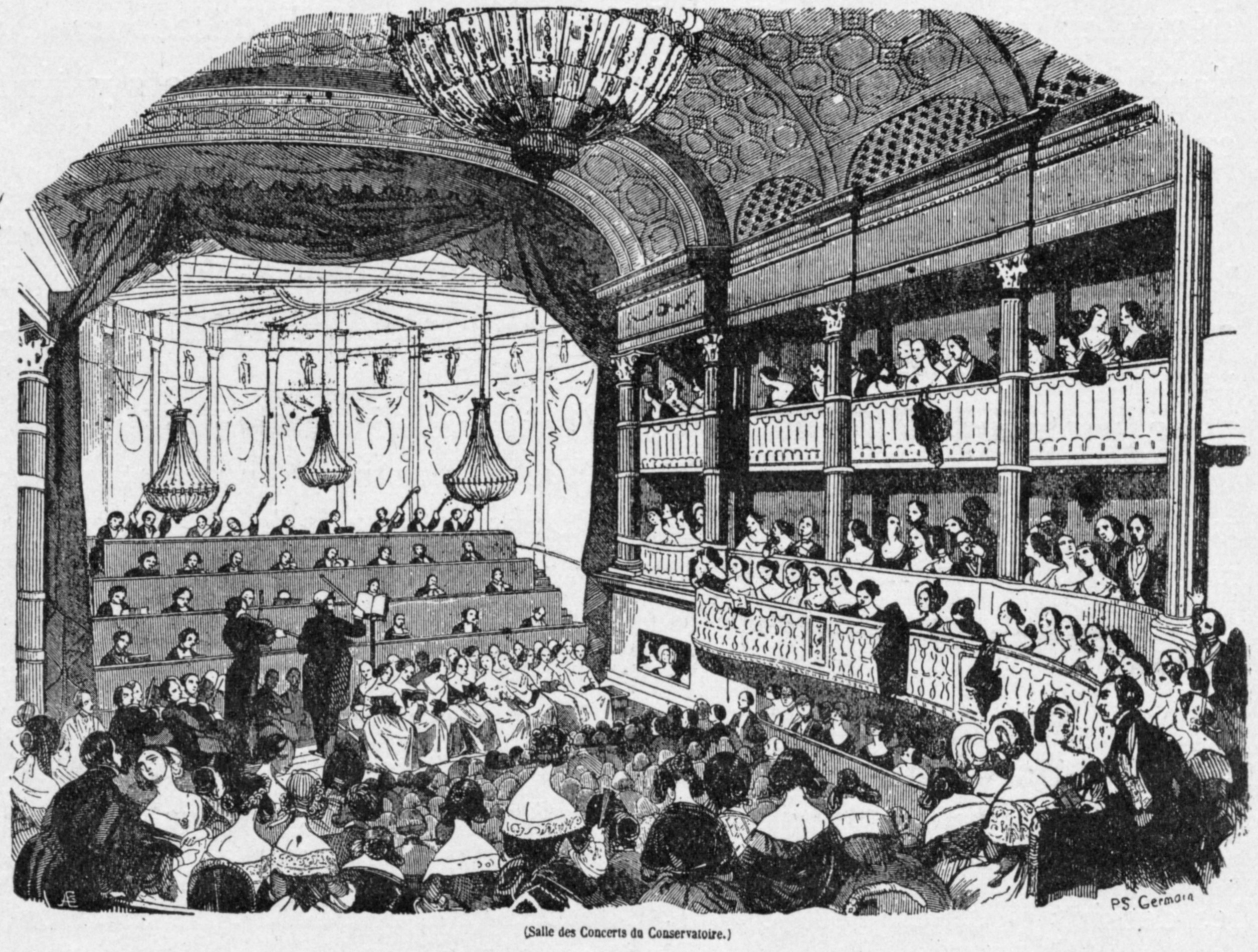
حفلة موسيقية في معهد كونسرفتوار باريس في مارس 1843

قُسّم المعهد في عام 1946 إلى قسمين، قسمٌ للتمثيل والمسرح والدراما يُعرف باسم «المعهد الوطني العالي لفنون الدراما» (بالفرنسية: Conservatoire national supérieur d'art dramatique)، أما القسم الثاني فقد خُصصٌ للموسيقى والرقص يعرف باسم «معهد باريس الوطني العالي للموسيقى والرقص»(بالفرنسية: Conservatoire national supérieur de musique et de danse de Paris) الذي يكتب اختصارًا "CNSMDP". ينشط المعهدان اليوم تحت رعاية وزارة الثقافة والإعلام الفرنسية، كما يتبعان جامعة باريس للعلوم والآداب (بالفرنسية: Université Paris sciences et lettres) التي تعرف اختصارًا (PSL). كما يرتبط معهد باريس الوطني العالي للموسيقى والرقص (CNSMDP) مع معهد ليون الوطني العالي للموسيقى والرقص (بالفرنسية: Conservatoire National Supérieur de Musique et de Danse de Lyon) والمعروف اختصارًا (CNSMDL)

## تاريخ معهد باريس للموسيقى

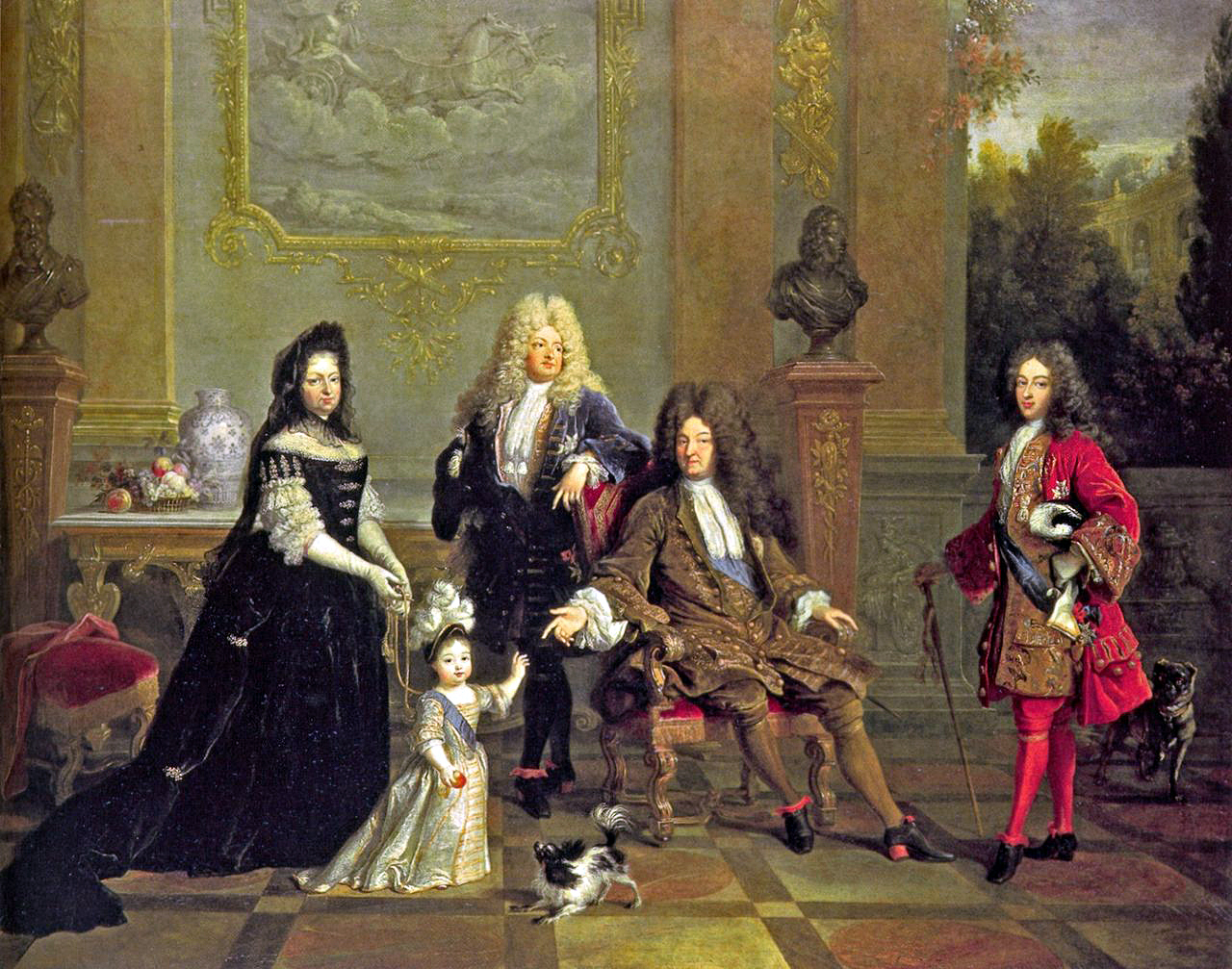
لوحة للويس الرابع عشر

### المدرسة الملكية
ترجع بدايات معهد باريس للموسيقى إلى إنشاء «المدرسة الملكية للغناء» (بالفرنسية: École Royale de Chant) بأمر من لويس الرابع عشر في 28 يونيو 1669، وفي عام 1785 أعاد المؤلف الموسيقي فرانسوا جوزيف جوسيك (بالفرنسية: François-Joseph Gossec) تأسيسه، ثم أضيف للمدرسة الجديدة قسم للدراما؛ ومن ثمَّ تغير اسمها إلى المدرسة الملكية للغناء والدراما (بالفرنسية: École Royale de Chant et de Déclamation). 

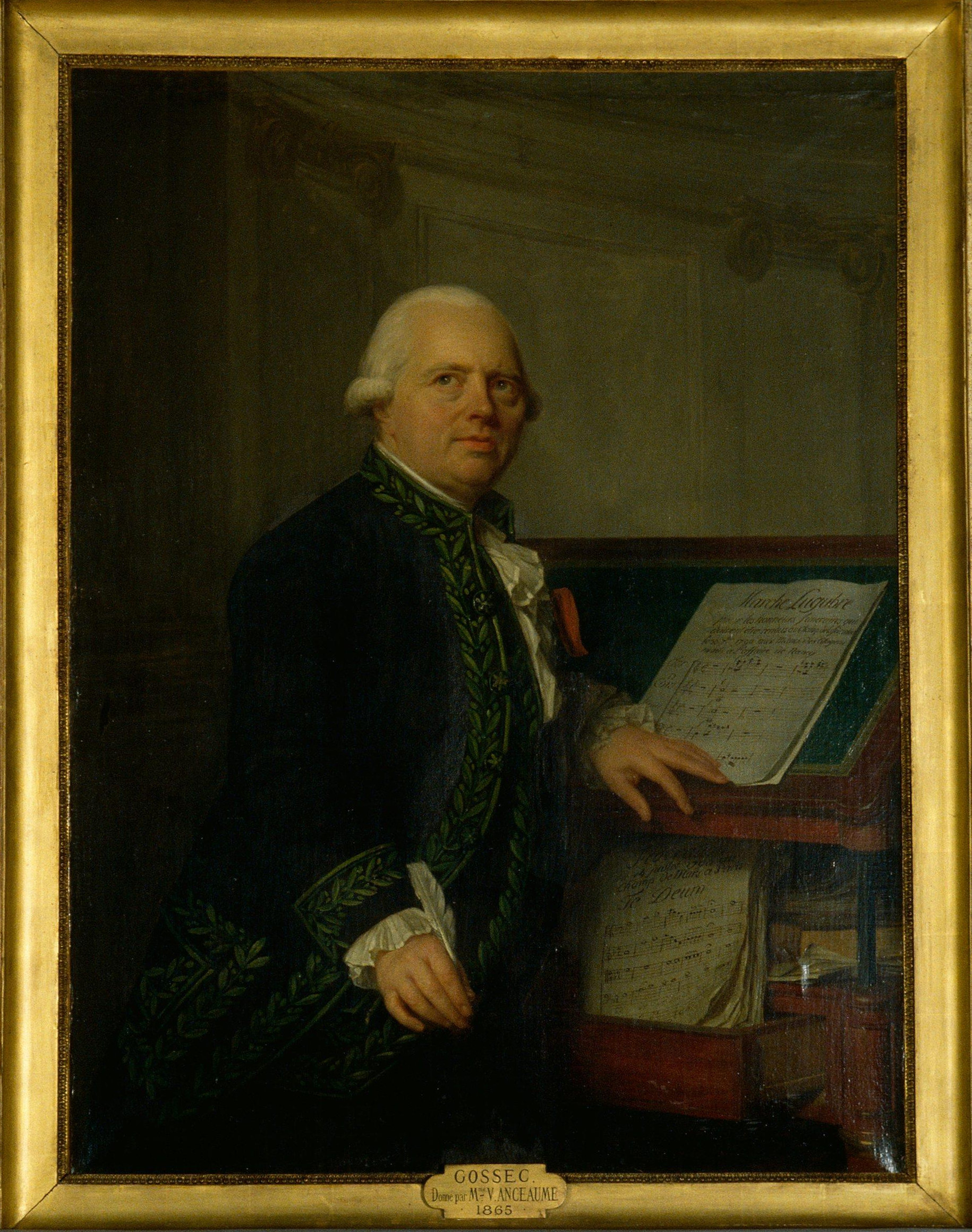
فرانسوا جوزيف جوسيك

### مدرسة الحرس الوطني
أنشأ برنارد ساريت (بالفرنسية: Bernard Sarrette) في عام 1792 مدرسة الحرس الوطني الحرة (بالفرنسية: École Gratuite de la Garde Nationale) التي كانت مسؤولة عن تدريب الموسيقيين التابعين لفرق الحرس الوطني؛ من أجل تنظيم عروض موسيقية للجماهير.

### المعهد الوطني للموسيقى
في عام 1793 تم دمج المدرسة الملكية مع مدرسة الموسيقى التابعة للحرس الوطني، وأطلق على الكيان الجديد اسم «المعهد الوطني للموسيقى» (بالفرنسية: Institut national de musique).

### الكونسيرفتوار الوطني للموسيقى
في أغسطس عام 1795 أعادت الجمعية الوطنية الفرنسية، التي تأسست خلال الثورة الفرنسية، 1795 تأسيس المعهد وأطلقت عليه اسم «الكونسيرفتوار الوطني العالي للموسيقى» (بالفرنسية: Conservatoire national supérieur de musique) تحت إشراف برنارد ساريت، وكان في مقره التاريخي في شارع بيرجير (بالفرنسية: La Rue BergèreL ). وقد بلغ عدد الطلاب في أكتوبر 1796 نحو 351 طالب. 

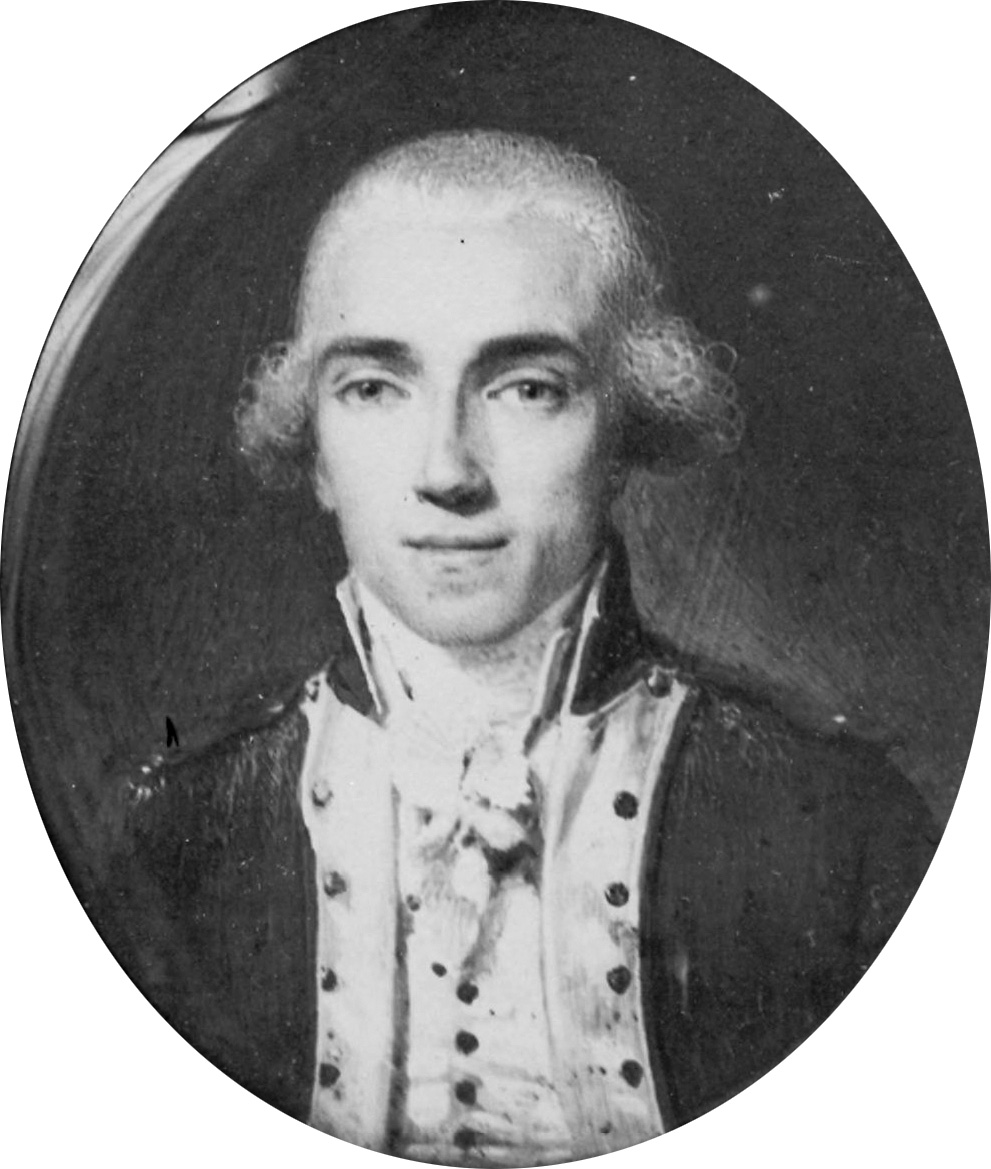
برنارد ساريت

بحلول عام 1800، كان طاقم المعهد يضم بعضًا من أهم الأسماء اللامعة في عالم الموسيقى في باريس، وبالإضافة إلى فرانسوا جوزيف جوسيك، كان يعمل في المعهد الملحنون: لويجي شيروبيني، وجان فرانسوا لو سويور، وإتيان ميول، وبيير ألكسندر مونسيني، هذا بالإضافة إلى عازفي الكمان: بيير بايلو، ورودولف كروتزر، وبيير رود.

أُغلق المعهد في عام 1815 في عهد لويس الثامن عشر بسبب مشاكل إدارية خاصة بالمعهد هذا بالإضافة إلى المشاكل السياسية التي مرت بها فرنسا في ذلك الوقت. لكن أعيد افتتاح المعهد مرة أخرى في أبريل 1816 باسم المدرسة الملكية للموسيقى (École Royale de Musique)، وقد تولى إدارتها فرانسوا لويس بيرن (François-Louis Perne)، وفي عام 1819 تم تعيين الموسيقي فرانسوا بينوا (François Benoist) أستاذًا في المعهد.

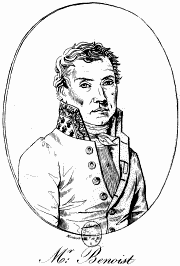
فرانسوا بينوا

يُعد الملحن الموسيقي لويجي تشيروبيني (Luigi Cherubini) أبرز شخصية تولت مسؤولية إدارة المعهد في القرن التاسع عشر؛ إذ تقلد هذا المنصب في 1 أبريل 1822 وظل في منصبه حتى 8 فبراير 1842. كما ضم طاقم المعهد مجموعة متميزة من المدرسين، مثل: فرانسوا جوزيف فيتيس، هابينيك، فرومينتال هاليفي، جان فرانسوا لو سويور، وفيرديناندو بيير، وأنطون ريتشا.

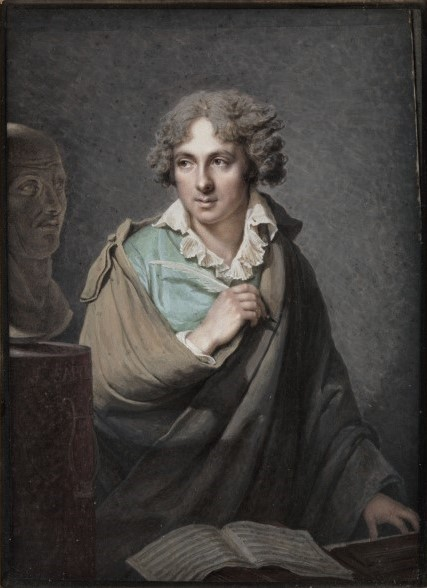
لويجي تشيروبيني

تحول معهد الموسيقى إلى مستشفى أثناء حصار باريس (سبتمبر 1870 - يناير 1871) في الحرب الفرنسية البروسية (19 يوليو 1870 - 10 مايو 1871). هذا وقد انتقل معهد الموسيقي في عام 1911 إلى مبنى آخر في شارع دي مدريد.
مر معهد الموسيقى بأوقات عصيبة خلال فترة حكومة فيشي المتعاونة مع النازي الذي تمكن من احتلال فرنسا (1940- 1944)، شأنه في ذلك شأن جميع المؤسسات الفرنسية في باريس؛ حيث تراوحت سياسة مسؤولي الكونسيرفتوار بين التعاون مع النازي من أجل تطهير المدرسة من الطلاب اليهود، أو العمل على إخفاء وحماية الطلاب وأعضاء هيئة التدريس اليهود.

### معهد باريس للموسيقى
بحلول أربعينيات القرن العشرين، ازدهر معهد باريس للموسيقى ليصبح واحد من أكبر وأعرق المعاهد الموسيقية في أوروبا والعالم. وفي أكتوبر عام 1946 انقسم معهد الموسيقى إلى معهدين: معهد الموسيقى والرقص ومعهد فنون الدراما الذي عاد إلى مبنى شارع الكونسيرفتوار (شارع بيرجير سابقًا- بالفرنسية: La Rue BergèreL ).

### المعهد الوطني العالي لفنون الدراما
المعهد الوطني للفنون الدراما (بالفرنسية: Conservatoire national supérieur d'art Dramatique) ويعرف اختصارًا (CNSAD) هو معهد متخصص في فنون التمثيل والدراما والمسرح. يوجد المعهد الوطني العالي لفنون الدراما في المبنى التاريخي الأصلي للكونسيرفتوار في شارع الكونسيرفتوار في الدائرة التاسعة بباريس. يقدم طلاب المعهد غالبًا عروضًا مجانية مفتوحة للجمهور على مسرح الكونسيرفتوار.

### معهد باريس الوطني العالي للموسيقى والرقص
يعد معهد باريس الوطني العالي للموسيقى والرقص (بالفرنسية: Conservatoire National supérieur de musique et de danse de Paris)، المعروف بالاختصار (CNSMDP) معهدًا متخصصًا في الموسيقى والرقص. قامت الحكومة الفرنسية ببناء الحرم الجامعي الجديد والمثير للإعجاب بأسلوب معماري متميز ومبتكر في الدائرة التاسعة عشرة في باريس في فيليت بارك (بالفرنسية: Parc de la Villette)، وقد تولى عمليات الإنشاء المهندس المعماري كريستيان دي بورتسامبارك (بالفرنسية: Christian de Portzamparc)، وقد تم افتتاح المبنى الجديد في سبتمبر عام 1990.
في 14 سبتمبر 2019 تولت إيميلي ديلورم (Émilie Delorme) إدارة معهد باريس للموسيقى، وهي تُعد أول امرأة تتولى هذا المنصب في تاريخ المعهد. يقوم المعهد حاليًا بتدريب أكثر من 1200 طالب تحت إشراف 350 أستاذًا في تسعة أقسام.

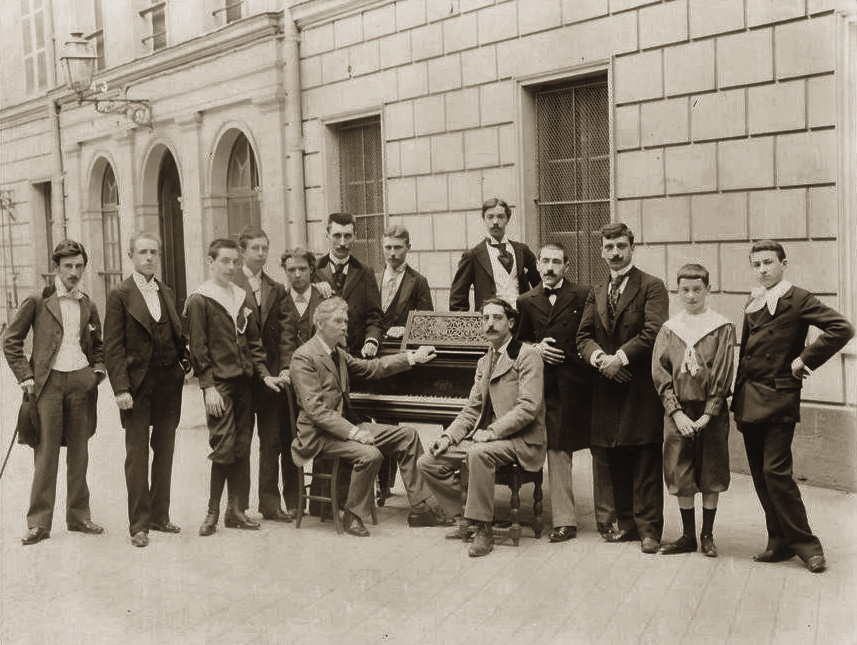
درس بيانو للموسيقي شارل دي بيريو في عام 1895 مع موريس رافيل على اليسار

### مدينة الموسيقى
مدينة الموسيقى (بالفرنسية: Cité de la Musique)، التي تعرف أيضًا باسم فيلهارموني 2 (بالفرنسية: Philharmonie 2)، وهي عبارة عن مجموعة من المؤسسات المخصصة للموسيقى في فيليت بارك (بالفرنسية: Parc de la Villette) في الدائرة التاسعة عشر في باريس. تم تصميم مدينة الموسيقى ومعهد باريس للموسيقى من قبل المهندس المعماري كريستيان دي بورتسامبارك (بالفرنسية: Christian de Portzamparc) وافتتحت في عام 1995.

تتألف مدينة الموسيقى من قاعة للحفلات الموسيقية يمكن أن تستوعب جمهورًا يتراوح ما بين 800 وحتى 1000 زائر، كما تتضمن متحفًا للموسيقى يحتوي على مجموعة مهمة من الآلات الموسيقية المتنوعة تنتمي إلى تقاليد ثقافية مختلفة، ويرجع تاريخها أساسًا إلى القرن الخامس عشر وحتى القرن العشرين، هذا بالإضافة إلى مكتبة موسيقية، وقاعات العرض، وورش عمل. وفي عام 2015 تم تغيير اسمها إلى فيلهارموني 2 لتكون جزءًا من فيلهارموني باريس (بالفرنسية: Philharmonie de Paris)، وذلك بعد أن تم بناء قاعة سيمفونية أكبر بواسطة المهندس المعماري جان نوفيل (بالفرنسية: Jean Nouvel) والتي عرفت باسم فيلهارموني 1 (بالفرنسية: Philharmonie 1) والكائنة في جادة جان جوريس.

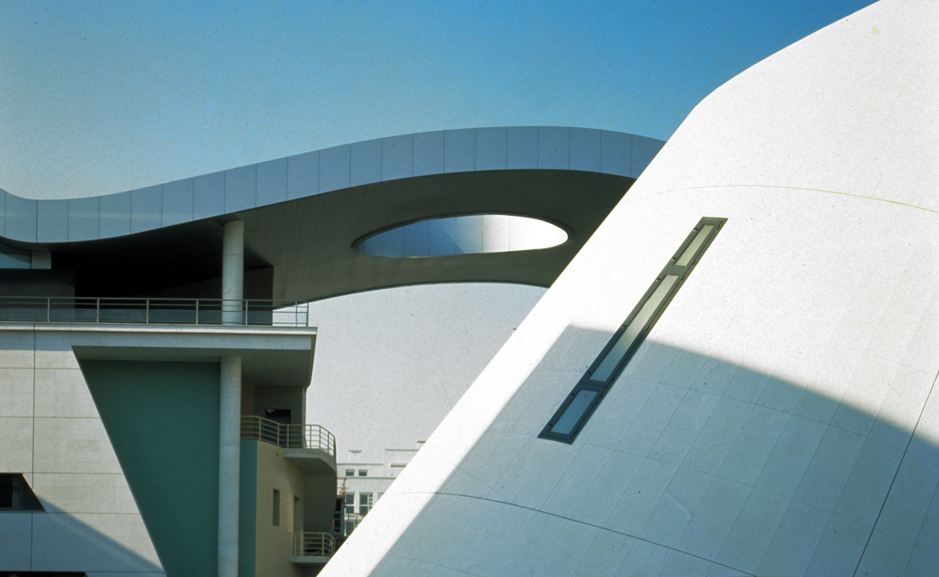
مبنى مدينة الموسيقى الجديد في العاصمة باريس

## قاعة الكونسيرفتوار

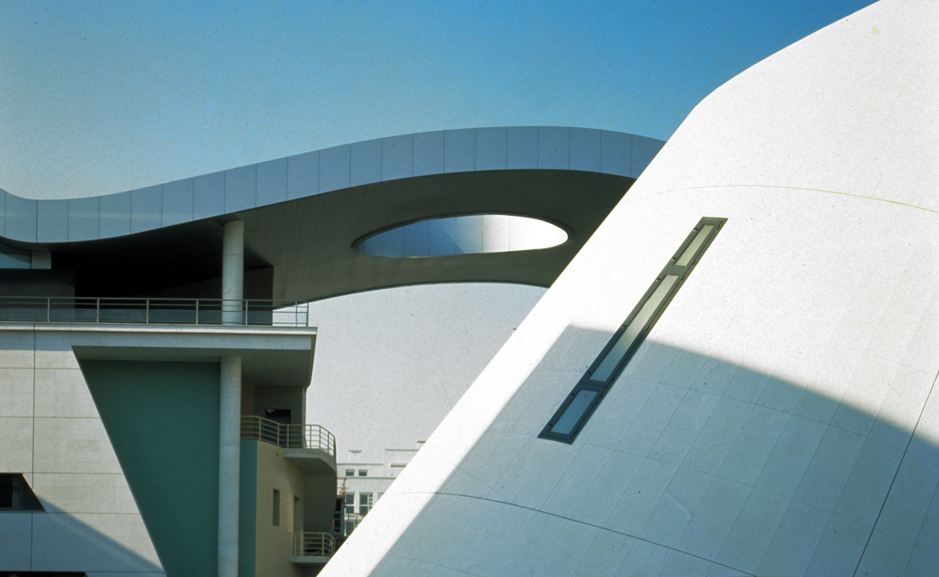
مبنى مدينة الموسيقى الجديد في باريس

تم افتتاح قاعة الكونسيرفتوار الكبرى للحفلات الموسيقية في 7 يوليو 1811. وقد صممها المهندس المعماري فرانسوا جاك ديلاني (بالفرنسية: François-Jacques Delannoy) الذي صمم مقاعد المتفرجين على شكل حرف U في حين تقف فرقة الأوركسترا أمامهم في المقدمة، وما تزال القاعة قائمة حتى اليوم، وتبلغ سعة القاعة نحو 1055 متفرجًا.

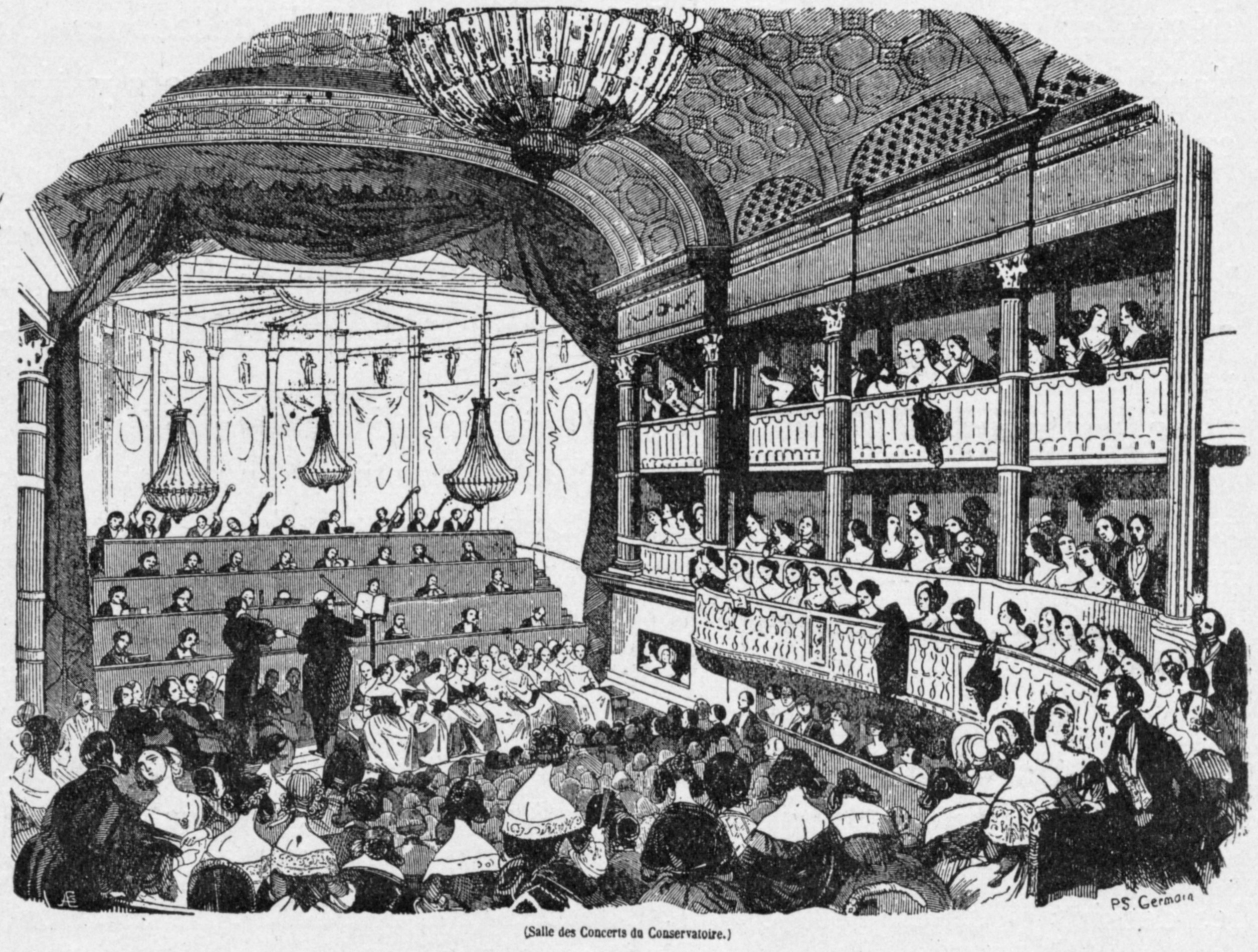
قاعة الكونسيرفتوار التراثية

## المكتبة

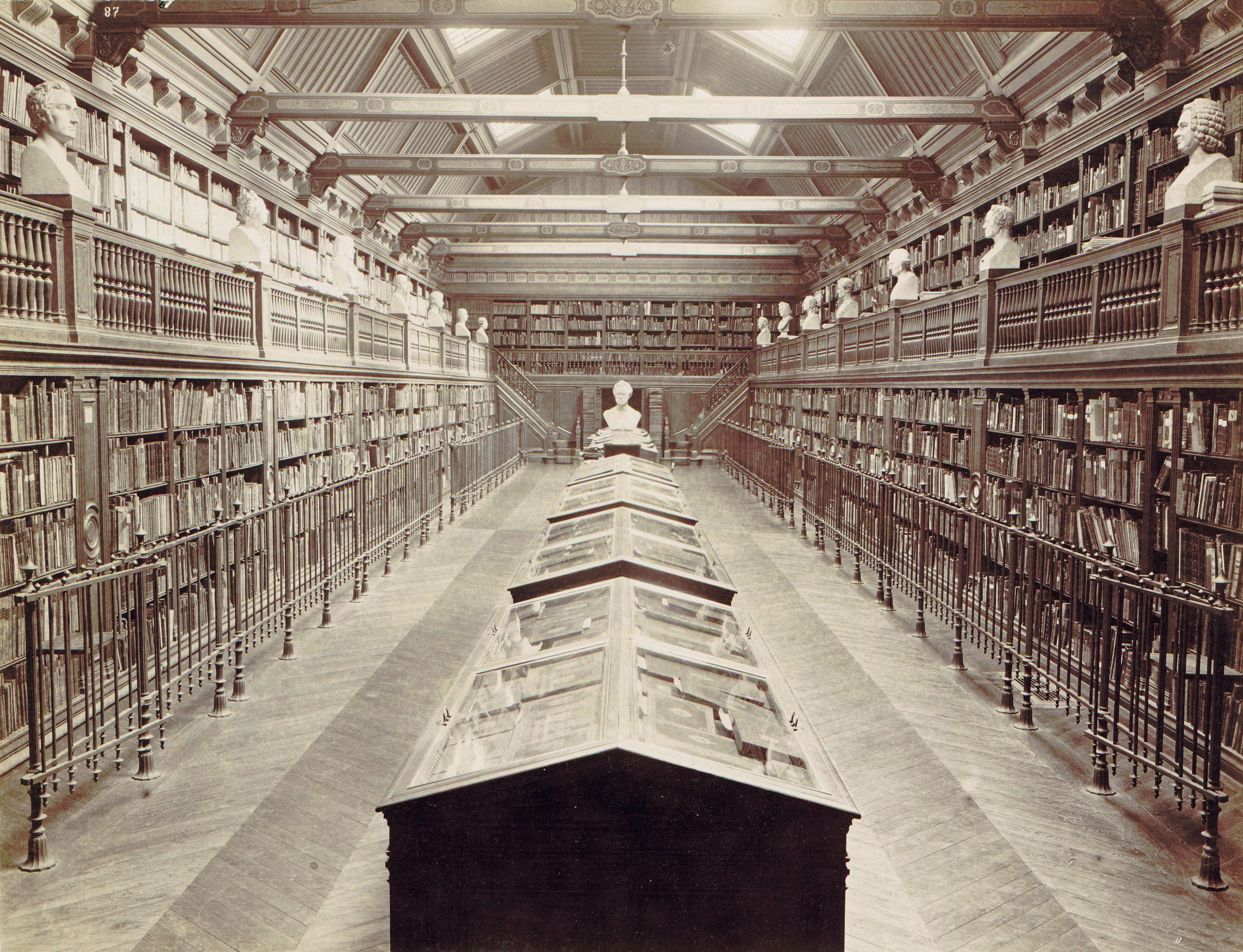
مكتبة معهد الموسيقى 1895

أنشأ برنارد ساريت (Bernard Sarrette) في عام 1801 مكتبة المعهد الأصلية، لكن بعد تأسيس قاعة الكونسيرفتوار الكبرى في عام 1811 نُقلت المكتبة لهذا المبنى الجديد في قاعة كبيرة في الردهة العلوية للمدخل الرئيس. وفي ثلاثينيات القرن التاسع عشر كان المؤلف الموسيقي المشهور هيكتور بيرليوز(Hector Berlioz) أمينًا للمكتبة بدوام جزئي، ثم أصبح أمينًا للمكتبة بدوام كامل من عام 1852 حتى وفاته في عام 1869، لكنه لم يشغل منصبًا تدريسيًا، وقد خلفه المؤلف الموسيقي فيليسيان دافيد (Félicien-César David) كأمين مكتبة.

## متحف الآلات الموسيقية

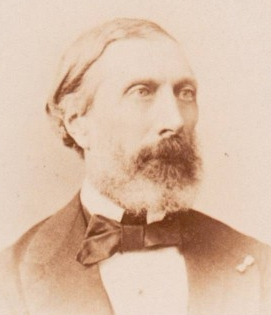
غوستاف تشوكيه (أبريل 1819 - يناير 1886)

تأسس متحف الآلات الموسيقية في عام 1861، وقد ضم في البداية مجموعة آلات الملحن وعازف الكمان الفرنسي الشهير لويس كلابيسو (Antoine-Louis Clapisson). وقد أصبح المؤرخ الموسيقى الفرنسي غوستاف تشوكيه (Gustave Chouquet) أمين المتحف في عام 1871 الذي قام بمجهودات عظيمة لضم المزيد من الآلات الموسيقية للمتحف.

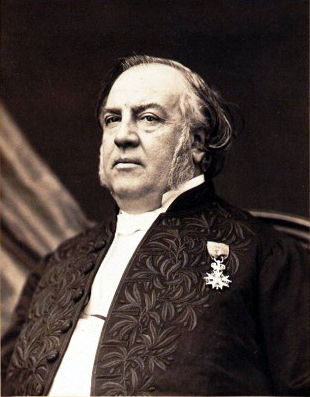
لويس كلابسيو

## أعضاء معهد الموسيقى
- قوائم بأسماء مدرسي معهد باريس للموسيقى
- قوائم بأسماء طلاب معهد باريس للموسيقى

## مصادر

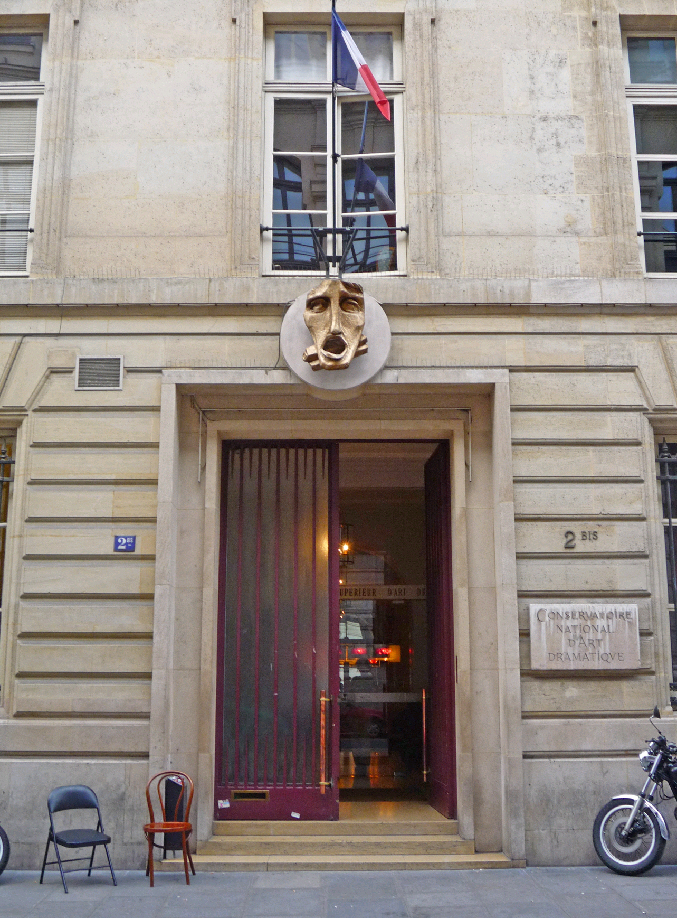
مدخل المعهدالوطني العالي لفن الدراما